# Half-Life 2: Episode Two
Half-Life 2: Episode Two ist ein Ego-Shooter, der von Valve entwickelt und 2007 veröffentlicht wurde. Nach Episode One (2006) war er der zweite Teil in einer geplanten Trilogie kürzerer episodischer Spiele, die die Geschichte von Half-Life 2 (2004) fortsetzen.
Episode Two wird in Deutschland ebenso wie Half-Life 2 und Episode One nur in einer geschnittenen Version vertrieben.

## Handlung
Episode Two knüpft direkt an das Ende von Episode One an. Die Zitadelle von City 17 ist explodiert, wodurch der Zug, der Alyx Vance und Gordon Freeman aus der Stadt bringen sollte, entgleist. Die beiden müssen sich nun den Weg durch das Umland von City 17 bahnen, um eine aus der Zitadelle gestohlene Nachricht mit wichtigen Informationen zum Widerstand zu bringen.

### Spielverlauf
- To the White Forest (Nach White Forest): Gordon wacht allein im entgleisten Zug auf und wird von Alyx mit der Gravity Gun befreit. An der frischen Luft beobachten sie einen Portalsturm, der von den Überresten der zerstörten Zitadelle ausgeht. Alyx schafft es, Kontakt zu Dr. Eli Vance, Dr. Kleiner und Dr. Magnusson (einem weiteren Überlebenden des Black-Mesa-Vorfalls) – den Anführern des Widerstandes – aufzunehmen. Sie befinden sich in White Forest, einer alten Raketenabschussbasis, die nun als Hauptquartier dient. Von ihnen erfahren sie, dass die Combine versuchen, ein Superportal zu ihrer Heimatwelt aufzubauen, um mehr Truppen auf die Erde zu bringen. Der Widerstand arbeitet jedoch an einer Waffe, mit der sich das Portal schließen lässt. Damit diese funktioniert, brauchen sie den Zugangscode, den sie in der Aufzeichnung aus der Zitadelle vermuten. Alyx und Gordon versuchen nun, so schnell wie möglich zum Hauptquartier zu gelangen. Kurz darauf werden sie von einem Hunter angegriffen, der Alyx schwer verletzt. Gordon verliert das Bewusstsein und erwacht erst wieder, als ein Vortigaunt erscheint. Er befreit Gordon und erzählt ihm von einer nahe liegenden Höhle, wo er Alyx heilen kann. Nachdem er weitere Vortigaunts zur Hilfe gerufen hat, machen sie sich auf den Weg dorthin. Auf dem Weg werden die beiden jedoch getrennt und Gordon muss den weiteren Weg allein zurücklegen.

- This Vortal Coil (Das vortale Leid): Gordon findet sich in einer alten Mine wieder. Die Tunnel und Höhlen dienen den Ameisenlöwen (im Original Antlions) als Bau, in dem sie ihre Brut aufziehen. Gordon sucht sich einen Weg durch den Bau, wobei er von den Ameisenlöwen angegriffen wird. Schließlich trifft er wieder mit dem Vortigaunt zusammen und muss feststellen, dass Alyx dem Tode nahe ist. Während sie auf die übrigen Vortigaunts warten, muss Gordon die Höhle mit zwei Widerstandskämpfern vor den Angriffswellen der Ameisenlöwen verteidigen. Mit den drei herbeigeeilten Vortigaunts wird schließlich ein letzter Großangriff der Ameisenlöwen abgewehrt; es gelingt anschließend, Alyx’ Zustand zu stabilisieren. Um sie zu heilen, wird jedoch eine Essenz aus dem Bau der Ameisenlöwen (orig.: Antlion Essence) benötigt. Gordon macht sich daher mit einem Vortigaunt auf den Weg in das Herz des Ameisenlöwenbaus, vorbei an einem wütenden giftigen Ameisenlöwenwächter (orig.: Poison Antlion Guard). Im Herzen des Baus angekommen, erntet der Vortigaunt die Substanz aus den Ameisenlöwenwaben, und die beiden kehren zurück. Gordon wird gebeten an der Zeremonie teilzunehmen. Die Vortigaunts beginnen mit Alyx’ Heilung. Dadurch ist ihre Konzentration abgelenkt und der G-Man kann Kontakt mit Gordon aufnehmen. Er beschwört Gordon, dass die Waffe gegen das Combine-Portal unbedingt eingesetzt werden muss. Außerdem flüstert er Alyx ein, ihren Vater vor „unvorhergesehenen Konsequenzen“ zu warnen. Die Zeremonie wird anschließend beendet und Alyx ist gerettet. Gemeinsam mit Alyx und dem Vortigaunt macht sich Gordon auf, um ein von den Rebellen repariertes Auto zu finden, mit dem sie schneller nach White Forest gelangen.

- Freeman Pontifex (Pontifex Freeman): An der Oberfläche stellen die Gordon, Alyx und der Vortigaunt fest, dass die Combine alle verbliebenen Einheiten nach White Forest schicken, um den Einsatz der Waffe zu verhindern. Auf dem Weg zum Auto müssen die drei sich nochmal gegen einen normalen und einen giftigen Ameisenlöwenwächter verteidigen. Sie kommen in eine alte Fabrik, auf deren Brücke das Auto steht. Gordon muss sich nun – gedeckt von Alyx an einem stationären Scharfschützengewehr – durch die Fabrik zur anderen Seite der Brücke durchschlagen, was durch Zombies und radioaktive Abfälle erschwert wird. Auf der anderen Seite angekommen, kann er das Auto bergen und den Weg zur Brücke öffnen. Da das Auto nur zwei Sitze hat, bleibt der Vortigaunt zurück und Alyx und Gordon machen sich alleine auf den Weg nach White Forest.

- Riding Shotgun (Mobile Schrotflinte): Auf dem Weg nach White Forest werden Alyx und Gordon mehrmals von den Combine angegriffen. In einem scheinbar verlassenen Haus treffen sie auf einen Advisor, der versucht sie zu töten. Durch eine Explosion können sie sich aber befreien und der Advisor flieht verletzt. Bei der Verfolgung durch einen Hunter-Chopper wird ihr Fahrzeug beschädigt. Sie müssen an einer Rebellenbasis Halt machen, um ihr Auto zu reparieren. Gordon erledigt den Hunter-Chopper, indem er dessen Minen mit der Gravity Gun zurückwirft und so zerstört.

- Under The Radar (Unter dem Radar): Am anderen Ende der Rebellenbasis muss eine Selbstschussanlage zerstört werden, bevor die Fahrt fortgesetzt werden kann. Alyx und Gordon kämpfen sich weiter durch ein zombieverseuchtes Gebiet. In einem verlassenen Dorf geraten sie nochmal in einen massiven Hinterhalt der Combine. Auf den letzten Metern nach White Forest taucht aus dem Wrack eines Landungsschiffes ein Strider auf, der aber von Alyx’ Roboter Dog besiegt wird.

- Our Mutual Fiend (Unser gemeinsamer Feind): Bei der Waffe des Widerstandes handelt es sich um einen Satelliten, der von seiner Umlaufbahn aus das Portal schließen soll. Jedoch ist der Start der Rakete gefährdet, solange sich Strider in der Nähe befinden. Ein vermeintlicher Fehlalarm im zweiten Raketensilo stellt sich als Combine-Angriff heraus. Nachdem der Angriff abgewehrt und das Silo geschlossen wurde, beginnt man mit der Auswertung der gestohlenen Daten aus der Zitadelle. Es handelt sich um eine Übertragung von Dr. Mossman, in der eine Aufnahme eines verschwundenen Schiffs (eine Anlehnung an das Philadelphia-Experiment) mit dem Namen Borealis versteckt ist. Auf der Borealis wurden von den Aperture Science Laboratories, einem Konkurrenzunternehmen der Black Mesa, Forschungen betrieben, deren Ergebnisse dem Widerstand einen gewaltigen Vorteil bringen könnten. Dr. Vance ist jedoch der Meinung, dass diese gefährlichen Forschungen zerstört werden sollten. Zudem verrät er Gordon im Vertrauen, dass auch ihm der G-Man bekannt ist und dieser direkt für die Geschehnisse in Black Mesa verantwortlich ist. Alyx und Gordon beschließen, nach dem Start der Rakete zur Borealis aufzubrechen. Zunächst steht jedoch der erwartete Großangriff der Combine an: Strider greifen begleitet von Huntern in Wellen an und versuchen, die Rakete mit dem Satelliten zu zerstören. Mithilfe der von Dr. Magnusson entwickelten Haftminen kann das Silo aber beschützt werden.

- T-Minus One (T minus Eins): Die Rakete wird erfolgreich gestartet und das Superportal wird zerstört. Gordon und Alyx wollen sich nun auf den Weg zu Dr. Mossman machen, um die Borealis zu bergen. Dr. Vance bittet Gordon jedoch, sollte er die Borealis finden, sie zu zerstören. Kurz vor dem Start des Hubschraubers wird die Halle von zwei Advisoren angegriffen. Sie töten Dr. Vance und wollen auch Alyx töten, doch Dog eilt zur Hilfe und schlägt die Advisoren in die Flucht. Gordon wird ohnmächtig. Das letzte was er hört ist Alyx’ Wehklagen um ihren toten Vater.

## Neuerungen
Wie schon Episode One bringt auch Episode Two spieltechnisch keine großen Neuerungen. Sieht man von dem Einsatz von Haftminen in einem Level ab, wird das Waffenarsenal des Spielers nicht erweitert. Außer Dr. Magnusson werden auch keine neuen Charaktere eingeführt. Auf der Seite der Gegner tritt dem Spieler als Neuerung der Hunter entgegen, ein sehr agiler Mini-Strider. Zudem trifft man auf Ameisenlöwen-Larven, die neue Arbeiterkaste, die giftige Säure verspritzen kann, und auf einen Ameisenlöwen-König, welcher sich allerdings – abgesehen von seiner Färbung – von dem aus Half-Life 2 nicht unterscheidet.
Programmtechnisch gesehen wurde die Source Engine hingegen stark modifiziert. In den Bereichen Beleuchtung und Schattenwurf, Physik sowie bei Effekten wie Tiefen- und Bewegungsunschärfe sind deutliche Verbesserungen gegenüber Episode One zu erkennen. Die Engine unterstützt jetzt Mehrkernprozessoren für eine verbesserte Performance und wurde speziell darauf optimiert, Außenareale mit großer Sichtweite darzustellen. Auch die Renderleistung bei der Darstellung von Partikeleffekten wurde stark verbessert.

## Soundtrack
Der Soundtrack für Episode Two wurde von Kelly Bailey komponiert. Die Musik ist sparsam im Spiel eingesetzt und erklingt nur bei wichtigen Entwicklungen der Hintergrundgeschichte, zudem werden große Kämpfe und Begegnungen mit neuen Feinden untermalt. Der Soundtrack ist in der Orange Box enthalten.
1. No One Rides for Free – 1:02
2. Dark Interval – 1:35
3. Crawl Yard – 1:14
4. Nectarium – 1:47
5. Extinction Event Horizon – 2:04
6. Vortal Combat – 3:14
7. Sector Sweep – 2:46
8. Shu’ulathoi – 2:38
9. Last Legs – 2:07
10. Abandoned in Place – 2:47
11. Inhuman Frequency – 1:50
12. Hunting Party – 3:29
13. Eon Trap – 3:14

## Zensur
Die Fassung ohne Jugendfreigabe wurde für den deutschen Markt in Bezug auf Blutspritzer, der Ragdoll-Engine und dem Liegenbleiben von Leichnamen zensiert.

## Rezeption
PC Action merkte an, dass sich ruhige und hektische Passagen im richtigen Verhältnis abwechseln. Einige Schauplätze gab es im Hauptspiel nicht und auch die großen Kampfsequenzen seien gelungen. PC Games attestierte, dass das Spiel durchweg spannend bleibe und viele tolle Momente besäße. Die Außenlandschaften böten hingegen wenig Bewegungsfreiheit. Neue Waffen werden nicht eingeführt. Es sei dennoch das gelungenste Kapitel der Saga. Für Eurogamer sei vor allem die Geschichte mit den bekannten Charakteren schlüssig. Es handele sich um ein Meisterwerk. 4Players hob die gelungene Präsentation insbesondere die Charakteranimationen hervor. Die deutsche Fassung sei unverständlicherweise geschnitten. Zwischen der Fassung für Xbox 360 Konsole und PC gebe es keine spielerischen Unterschiede auch optisch seien sie sehr ähnlich.